# Marjan Šetinc
Marjan Šetinc (* 15. Mai 1949 in Brežice, Jugoslawien) ist ein slowenischer Erziehungswissenschaftler, Politiker und Botschafter seines Landes u. a. in London und Warschau.

## Leben
Nach seinem Abschluss am Atlantic College, einer internationalen Schule in Wales, graduierte Marjan Šetinc 1973 an der Universität Ljubljana. Er arbeitete von 1974 bis 1980 als Wissenschaftler am Public Opinion Research Centre der Vereinigung der Gewerkschaften Sloweniens und erhielt seinen Master 1977 von der London School of Economics. Im Anschluss arbeitete er ab 1980 am Educational Research Institute in Ljubljana und war hier Gründungsherausgeber des International Journal for Theory and Research in Education.
Von 1992 bis 1996 war Marjan Šetinc Mitglied des nationalen Parlaments in Slowenien für die Liberaldemokratische Partei Sloweniens. Er war Vorsitzender der Task Force zur Zusammenarbeit mit dem britischen Parlament und des Ausschusses für Angelegenheiten der Europäischen Union. Danach war er von 1997 bis 2002 slowenischer Botschafter für das Vereinigte Königreich und Nordirland. Zurück in Slowenien war er von 2002 bis 2006 als Botschafter Leiter der Abteilung für Internationale Entwicklungszusammenarbeit und Humanitäre Unterstützung im Außenministerium. Von 2006 bis 2009 war er danach im Außenministerium als Botschafter für multilaterale Wirtschaftsorganisationen und den slowenischen Beitritt zur OECD verantwortlich. Seit dem 31. Juli 2009 ist er slowenischer Botschafter in Polen.
Marjan Šetinc ist mit Marta Šetinc verheiratet und hat eine Tochter und einen Sohn.

## Schriften
- International Comparative Studies of Science Achievement from the Time Perspective: the Third International Mathematics and Science Study versus the International Assessment of Educational Progress. In: Assessment in Education: Principles, Policy and Practice. Band 6, Nr. 1. Taylor & Francis, 1999, ISSN 0969-594X (englisch).
- Mojca Štraus, Marjan Šetinc: The Slovenian context of computers in education. In: Tj Plomp, Ronald Aberdeen Anderson, Georgia Kontogiannopoulou-Polydorides (Hrsg.): Cross national policies and practices on computers in education. Kluwer Academic Publishers, Dordrecht 1996, ISBN 0-7923-4217-8, S. 381–396.